# Enrique García
Enrique García (Santa Fe, 20 novembre 1912 – Santa Fe, 23 agosto 1969) è stato un calciatore argentino, di ruolo centrocampista.

## Carriera
Cresciuto nel Gimnasia de Santa Fe, principale squadra della sua città natale, passò nel 1933 al Rosario Central e quindi nel 1936 al Racing Avellaneda. Ne la Acadamenia giocò otto anni.
In Nazionale argentina vinse le edizioni del 1937 e del 1941 della Coppa America.

## Palmarès

### Nazionale
- Coppa America: 2

Argentina 1937, Cile 1941
- Copa Lipton: 1

1937